# NGC 4250
NGC 4250 ist eine linsenförmige Galaxie vom Hubble-Typ SB0/a im Sternbild Drache am Nordsternhimmel. Sie ist schätzungsweise 96 Millionen Lichtjahre von der Milchstraße entfernt und hat einen Durchmesser von etwa 75.000 Lichtjahren.
Das Objekt wurde am 7. April 1793 von Wilhelm Herschel entdeckt.